# Tania (telenovela)
Tania fue una telenovela mexicana producida por Alexis Pola para Canal 13 en 1980. Fue protagonizada por Claudia Islas y Enrique Novi.

## Elenco
- Claudia Islas - Tania
- Enrique Novi - Yaqui
- Eric del Castillo - Juan
- Narciso Busquets - Iván
- Elizabeth Aguilar - Maslova
- Ramón Menéndez - Serguei
- Ariadne Welter - Madame Dupont
- Guillermo Álvarez Bianchi - Ducrot
- Rosario Granados - Ana
- Graciela Bernardos - Kitty

## Equipo de producción
- Original de: Mimí Bechelani
- Realizador: Pino Castellanos
- Dirección: Oscar Morelli
- Productor: Alexis Pola